# 玉淀大橋

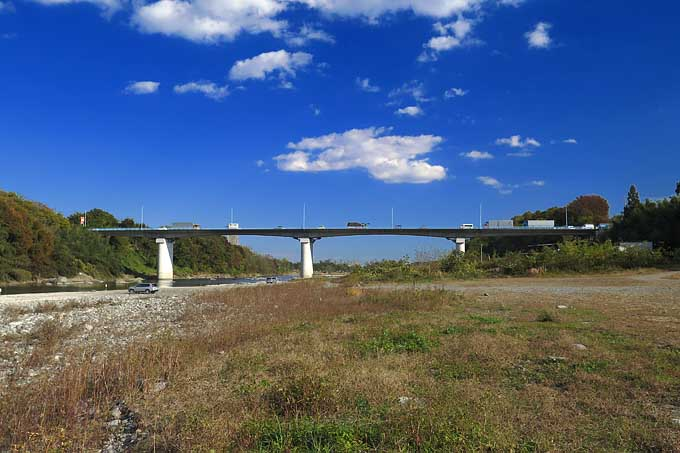
玉淀大橋（2014年11月）

玉淀大橋（たまよどおおはし）は埼玉県大里郡寄居町桜沢と同町保田原の間に架かり、荒川を渡る国道254号の道路橋である。

## 概要
埼玉県が管轄する荒川の最下流に架かる一般道路の橋である。また、埼玉県の第一次特定緊急輸送道路に指定されている。橋は荒川河口から92.6 kmの地点に位置する橋長225.2メートル、幅員13.80メートル、有効幅員12.0メートル（車道8.0メートル、歩道2.0メートル×2）、最大支間長62.5メートルの4径間PC連続箱桁橋の1等橋である。歩道は幅員2.0メートルで上流側および下流側に設置されている。橋面の横断面がパラボラ（放物線）状になっており、車道側は1.5パーセント、歩道側は2パーセントの横断勾配がつけられている。橋は両岸が河岸段丘になっていて右岸側（下耕地面）と左岸側（寄居面）の段丘面を直接結んでいる。玉淀大橋を北に進むと直ぐに国道140号バイパスの玉淀大橋（北）交差点に合流する。

## 歴史
この橋が架けられる以前、国道254号は寄居町の市街地を経由していて、現在の埼玉県道30号飯能寄居線で荒川に架かる正喜橋を渡り、埼玉県道296号菅谷寄居線で北進し、秩父鉄道秩父本線と八高線を越えた先で現道に至っていた。このため市街地が渋滞し、その解消を目的に国道254号のバイパス整備事業の一環として1979年（昭和54年）に建設され、1980年（昭和55年）に開通された橋である。
橋種の選定は景勝地である玉淀に近いこともあって、景観と経済性の両面が考慮され、周囲が河岸段丘で両岸が河道に比べ高いことなどから埼玉県としては初の移動式作業車（ワーゲン）による片持張出し架設工法（カンチレバー工法）を用いて架設された。下部工は逆T式直接基礎橋台（右岸）と重力式直接基礎橋台（左岸）および逆T式直接基礎橋脚を組み合わせている。支承における水平反力が大きいことから橋台に水平沓（ゴムバッファ）を設置して変位吸収構造としている。橋脚の高さはフーチング（基礎）も含めて低水路で21.2メートルである。上部工の桁高は最小で1.6メートル、最大で3.6メートルである。総事業費は5億7600万円であった。2004年度（平成16年）、埼玉県が事業主体となり、橋桁に落橋防止装置の設置や橋脚にコンクリートを巻き立てる耐震補強工事が実施された。2006年度（平成18年度）、橋の定期点検が実施された。

## 周辺

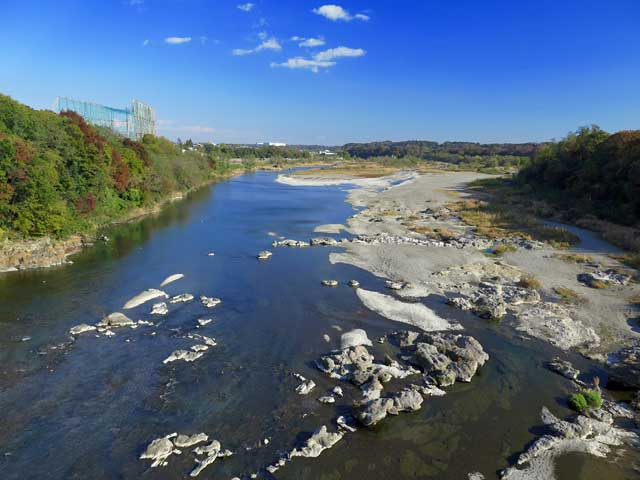
玉淀大橋より下流方向を望む。

付近の荒川は河岸段丘の段丘崖が上流に行くに従い、次第に荒川の両岸に迫るような地形となっている。堤防などの河川施設は周囲にない。
玉淀大橋からさいたま川の博物館前にかけての右岸側の河川敷は「かわせみ河原」と呼ばれ、キャンプ場などのレクレーション施設として利用されている。左岸側は熊谷方のバイパス周辺にロードサイド店舗が存在している。
- 埼玉県立川の博物館
- 保健福祉総合センター「ユウネス」
- 寄居町総合社会福祉センター「かわせみ荘」
- 鉢形駅
- 桜沢駅
- 鉢形郵便局
- 寄居町立寄居中学校
- JAふかや アグリホール寄居
- JAふかや 城南支店
- 花園フォレスト
- 鉢形郵便局
- いずみ保育園
- 浄恩寺
- 白山神社

## 風景

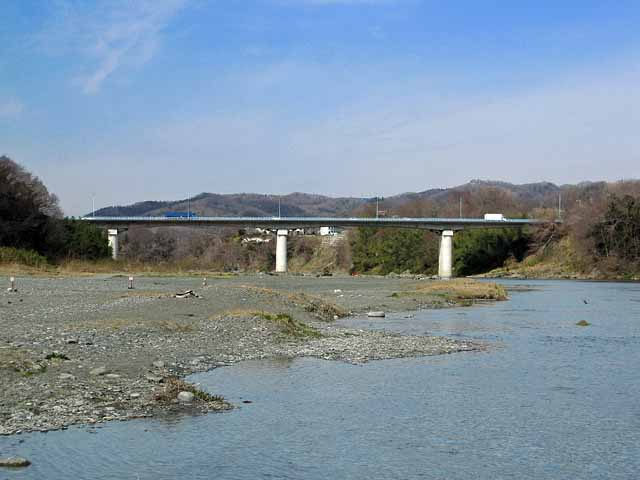
右岸下流側より。
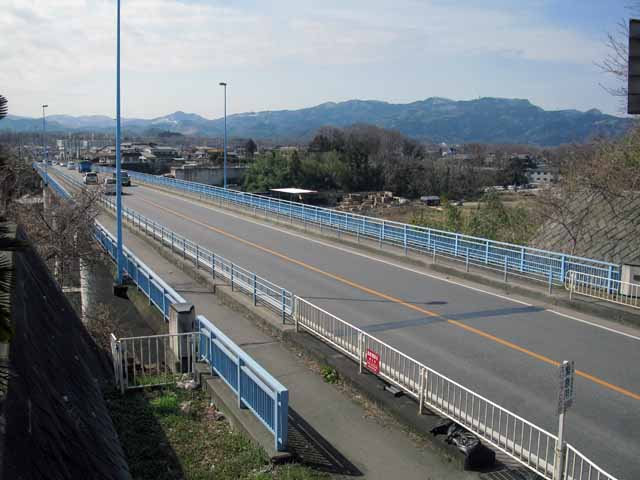
左岸下流側橋詰より。

## 隣の橋
- 荒川

（上流） - 正喜橋 - 荒川橋梁  - 玉淀大橋 - 花園橋 - 関越荒川橋 - （下流）